# Revenge (film 1969)
Revenge è un film del 1969, diretto da Pino Tosini.
Il film è stato successivamente riedito col titolo Piacere e massacro.
Tra le attrici che facevano inizialmente parte del cast c'era Dominique Boschero che poi però abbandonò il set.